# .sl
sl. دامنه اینترنتی اختصاص داده شده به کشور سیرآلئون است.